# Camp de Masque
Camp de Masque är en ort i Mauritius.   Den ligger i distriktet Flacq, i den västra delen av landet, 19 km öster om huvudstaden Port Louis. Camp de Masque ligger 265 meter över havet och antalet invånare är 2 721. Den ligger på ön Mauritius.
Terrängen runt Camp de Masque är varierad, och sluttar brant österut. Runt Camp de Masque är det tätbefolkat, med 530 invånare per kvadratkilometer. Närmaste större samhälle är Port Louis, 19,0 km väster om Camp de Masque. Omgivningarna runt Camp de Masque är en mosaik av jordbruksmark och naturlig växtlighet.